# Tatarozás

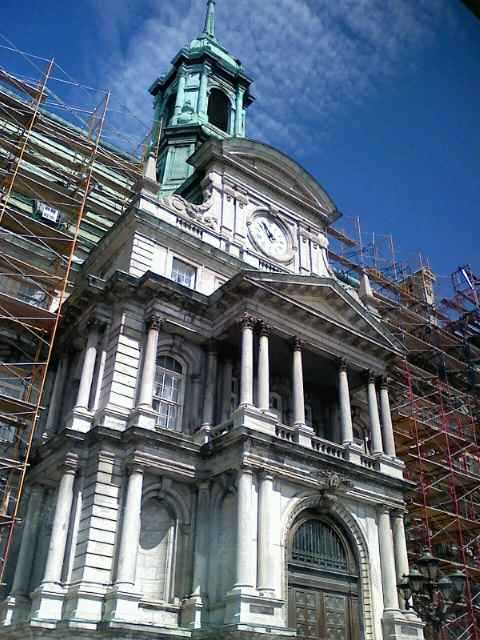
A montreali Városháza tatarozás alatt, 2009-ben

A tatarozás az épület egészének a felújítását jelenti, amelyre általában 20 - 30 évenként kerül sor. A tatarozás során kicserélik az épületnek a tartószerkezetén kívüli összes elhasználódott belső épületszerkezetét. A tatarozás kiterjed valamennyi szakipar által elkészített épületszerkezetre, így pl. a nyílászárókra, a burkolatokra, az álmennyezetekre, az álpadlókra.
A tatarozásnál gyakrabban végzett, az épületnek csak  egy részét érintő munkálatokat felújításnak nevezzük.